# 太田克己
太田 克己（おおた かつみ）は、日本の録音技師・音響監督。

## 人物・来歴
映広音響所属。1970年代から東映の制作するテレビドラマ・特撮映画の録音に携わる。また、1970年代後半からはアニメーション作品では音響演出として数多く携わった。

## フィルモグラフィ

### テレビドラマ
- 柔道一直線（1970年 - 1971年）
- 金曜スペシャル「江戸川乱歩怪奇劇場」（1970年）
- 仮面ライダーシリーズ
  - 仮面ライダー（1971年 - 1973年）
  - 仮面ライダーV3（1973年 - 1974年）
  - 仮面ライダーX（1974年）
  - 仮面ライダーアマゾン（1974年 - 1975年）
  - 仮面ライダーストロンガー（1975年）
  - 仮面ライダー (スカイライダー)（1979年 - 1980年）
  - 仮面ライダースーパー1（1980年 - 1981年）
  - 10号誕生!仮面ライダー全員集合!!（1984年）
  - 仮面ライダーBLACK（1987年 - 1988年）
  - 仮面ライダーBLACK RX（1988年 - 1989年）
- 好き! すき!! 魔女先生（1971年 - 1972年）
- 超人バロム・1（1972年）
- 変身忍者嵐（1972年 - 1973年）
- どっこい大作（1973年 - 1974年）
- ロボット刑事（1973年）
- イナズマン（1973年 - 1974年）
- イナズマンF（1974年）
- 秘密戦隊ゴレンジャー（1975年 - 1977年）
- アクマイザー3（1975年 - 1976年）
- 宇宙鉄人キョーダイン（1976年 - 1977年）
- 超神ビビューン（1976年 - 1977年）
- 大鉄人17（1977年）
- ジャッカー電撃隊（1977年）
- 透明ドリちゃん（1978年）
- 生徒諸君!（1980年） - 整音
- メタルヒーローシリーズ
  - 宇宙刑事ギャバン（1982年 - 1983年）
  - 宇宙刑事シャリバン（1983年 - 1984年）
  - 宇宙刑事シャイダー（1984年 - 1985年）
  - 巨獣特捜ジャスピオン（1985年 - 1986年）
  - 時空戦士スピルバン（1986年 - 1987年）
  - 超人機メタルダー（1987年 - 1988年）
  - 世界忍者戦ジライヤ（1988年 - 1989年）
  - 機動刑事ジバン（1989年 - 1990年）
  - 特警ウインスペクター（1990年 - 1991年）
  - 特救指令ソルブレイン（1991年 - 1992年）
  - 特捜エクシードラフト（1992年 - 1993年）
  - 特捜ロボ ジャンパーソン（1993年 - 1994年）
  - ブルースワット（1994年 - 1995年）
  - 重甲ビーファイター（1995年 - 1996年）
  - ビーファイターカブト（1996年 - 1997年）
  - ビーロボカブタック（1997年 - 1998年）
  - テツワン探偵ロボタック（1998年）
- バッテンロボ丸（1982年）
- 土曜ワイド劇場「松本清張の葦の浮船」（1984年）
- 月曜ドラマランド「ゲゲゲの鬼太郎」（1985年）

### 実写映画
- 仮面ライダーシリーズ
  - 仮面ライダー対ショッカー（1972年）
  - 仮面ライダー対じごく大使（1972年）
  - 仮面ライダーV3対デストロン怪人（1973年）
  - 五人ライダー対キングダーク（1974年）
  - 仮面ライダースーパー1（1981年）
  - 仮面ライダーBLACK（1988年）
  - 仮面ライダーBLACK 恐怖！悪魔峠の怪人館（1988年）
  - 仮面ライダーZO（1993年）
  - 仮面ライダーJ（1994年）
- 飛び出す立体映画 イナズマン（1974年）
- 秘密戦隊ゴレンジャー 爆弾ハリケーン（1976年）
- ジャッカー電撃隊VSゴレンジャー（1978年）
- メタルヒーローシリーズ
  - 宇宙刑事シャイダー（1984年）
  - 宇宙刑事シャイダー 追跡！しぎしぎ誘拐団（1984年）
  - 超人機メタルダー（1987年）
  - 機動刑事ジバン（1989年）
  - 特捜ロボ ジャンパーソン（1993年）
  - ブルースワット（1994年）
  - 重甲ビーファイター（1995年）
- ゼイラム2（1994年） - 整音
- 人造人間ハカイダー（1995年） - 整音

### テレビアニメ
- 魔女っ子チックル（1978年 - 1979年） - 音響ディレクター
- ピンク・レディー物語 栄光の天使たち（1978年 - 1979年） - 音響ディレクター
- サイボーグ009（1979年 - 1980年） - 音響演出
- 宇宙空母ブルーノア（1979年 - 1980年） - 音響
- 百獣王ゴライオン（1981年 - 1982年） - 録音監督
- 銀河漂流バイファム（1983年 - 1984年） - 音響監督
- 超力ロボ ガラット（1984年 - 1985年） - 音響監督
- マンガ日本経済入門（1987年 - 1988年）
- おまかせスクラッパーズ（1994年 - 1995年） - 音響監督
- 銀河漂流バイファム13（1998年） - 音響監督

### アニメ映画
- フリテンくん（1981年）

### Vシネマ
- 妖怪奇伝ゲゲゲの鬼太郎 魔笛エロイムエッサイム（1987年）
- 女バトルコップ（1990年） - 整音
- 真・仮面ライダー 序章（1992年）
- ウルトラマンVS仮面ライダー（1993年） - 音響監督
- ビーロボカブタック クリスマス大決戦!!（1997年）
- テツワン探偵ロボタック&カブタック 不思議の国の大冒険（1998年）

### OVA
- 銀河漂流バイファム（1984年 - 1985年） - 音響監督
- デルパワーX 爆発みらくる元気!!（1986年） - 音響監督
- 魔物語 愛しのベティ（1986年） - 音響監督
- スクーパーズ（1987年） - 音響監督
- 笑劇新選組（1989年） - 録音監督